# Терский каскад ГЭС
Терский каскад — комплекс действующих и перспективных гидроэлектростанций на реке Терек, в Грузии и России. Наряду с Кубанью и Сулаком, Терек является одной из крупнейших рек на Северном Кавказе, в настоящее время на Тереке работают пять гидроэлектростанций, строительство ещё нескольких ГЭС намечено на перспективу. Общая мощность действующих ГЭС каскада составляет 184,84 МВт, среднегодовая выработка — 904 млн кВт·ч. Общая мощность перспективных ГЭС каскада — 379,5 МВт, среднегодовая выработка — 1610 млн кВт·ч.

## Действующие ГЭС
- Дарьяльская ГЭС. Расположена в Грузии, в Дарьяльском ущелье. Высоконапорная деривационная ГЭС мощностью 108 МВт и среднегодовой выработкой 510 млн кВт·ч.  Введена в эксплуатацию в 2016 году.
- Ларси ГЭС. Расположена в Грузии, в Дарьяльском ущелье. Деривационная ГЭС мощностью 20 МВт и среднегодовой выработкой 100 млн кВт·ч. Введена в эксплуатацию в 2014 году.
- Эзминская ГЭС. Размещена на выходе из Дарьяльского ущелья, вблизи границы с Грузией. Высоконапорная деривационная ГЭС мощностью 45 МВт, среднегодовой выработкой — 251 млн кВт·ч. В здании ГЭС установлено три радиально-осевых гидроагрегата, работающих на расчётном напоре 161 м. Пущена в 1954 году.
- Дзау ГЭС. Размещена в г. Владикавказ. Средненапорная деривационная ГЭС мощностью 9,2 МВт, среднегодовой выработкой — 41,9 млн кВт·ч. В здании ГЭС установлено четыре радиально-осевых гидроагрегата, работающих на расчётном напоре 27,5 м. Пущена в 1948 году.
- Павлодольская ГЭС. Размещена на Павлодольском гидроузле, осуществляющем водозабор в Терско-Кумский канал. Мощность ГЭС — 2,64 МВт, среднегодовая выработка — 1,2 млн кВт·ч. В здании ГЭС установлено два пропеллерных гидроагрегата, работающих на расчётном напоре 7,5 м. Пущена в 1965 году.

## Перспективные ГЭС
- Дарьяльская ГЭС (Дарьяльская ГЭС-2). Проектная мощность — 40 МВт, среднегодовая выработка — 167 млн кВт·ч. Напор 85 м, расчётный расход 70,8 м³/с. Территориально ГЭС размещается в Северной Осетии.
- Длиннодолинская ГЭС. Проектная мощность — 148 МВт, среднегодовая выработка — 400 млн кВт·ч. Напор 200 м, расчётный расход 32 м³/с. Территориально ГЭС размещается в Северной Осетии[1]. Экономическая целесообразность строительства данных ГЭС определена в разработанной в 1980 году институтом «Гидропроект» «Схеме размещения первоочередных ГЭС и ГАЭС на Северном Кавказе»[2].
- Моздокская ГЭС. Проектная мощность — 7,5 МВт, среднегодовая выработка — 25 млн кВт·ч. Напор 7,5 м. Территориально ГЭС размещается в Северной Осетии, на 21-м километре Терско-Кумского канала.
- Курпские ГЭС. Представляют собой комплекс из трёх деривационных гидроэлектростанций общей мощностью 184 МВт и среднегодовой выработкой 1018 млн кВт·ч. Напор на каждой из ГЭС составляет 55-60 м, расчётный расход 120 м³/с. Территориально ГЭС размещаются в Кабардино-Балкарии, включены как перспективные в республиканскую целевую программу «Развитие электроэнергетики и энергосбережения в Кабардино-Балкарской республике на 2009—2013 годы»[3].